# NK Krka
El Nogometni Klub Krka Novo Mesto (en español: Krka Fútbol Club Novo Mesto), más conocido como NK Krka o simplemente Krka, es un club de fútbol de Eslovenia con sede en Novo Mesto. Era conocido previamente como NK Elan. Actualmente juega en la Segunda Liga de Eslovenia.

## Estadio
El club juega sus partidos de local en el estadio Portoval. Fue construido en 1958 y posee una capacidad para 1500 espectadores (500 asientos). No posee iluminación para jugar partidos de noche.

## Denominaciones
- 1922-1992: NK Elan
- 1992-1993: Studio D
- 1993-1994: NK Krka Novoterm
- 1994-2000: NK Elan
- 2000-2001: Elan Granit Commerce
- 2001-2005: NK Elan
- 2005-: NK Krka

## Jugadores

### Plantilla 2023-24
- Actualizado el 14 de enero de 2024.[3]

## Entrenadores
La siguiente lista muestra los entrenadores del NK Krka desde 2003:
- Adnan Zildžović (1 de julio de 2003-30 de junio de 2004)
- Adnan Zildžović (1 de julio de 2005-30 de junio de 2007)
- Borivoje Lučić (1 de julio de 2011-23 de agosto de 2013)
- Aleksander Bracovič (19 de septiembre-5 de noviembre de 2013)
- Adnan Zildžović (7 de noviembre de 2013-9 de junio de 2014)
- Miloš Rus (12 de junio-4 de noviembre de 2014)
- Andrej Kastrevec (7 de noviembre de 2014-30 de junio de 2016)
- Iztok Kapušin (1 de julio de 2016-22 de marzo de 2017)
- Aleksander Bracovič (23 de marzo-30 de junio de 2017)
- Borivoje Lučić (1 de julio de 2017-30 de junio de 2019)
- Zoran Zeljković (1 de julio de 2019-15 de junio de 2021)
- Mario Carević (27 de septiembre de 2021-31 de mayo de 2023)
- Agron Šalja (22 de septiembre de 2023-)

## Afición
Los aficionados del Krka son conocidos como los Trotters Novo Mesto.

## Fútbol femenino
El equipo de fútbol femenino, llamado ŽNK Krka, es el club con más ligas femeninas de Eslovenia, con ocho campeonatos en su haber. Además, también ganó cinco copas nacionales.

## Palmarés

### Torneos nacionales
| Competición                           | Títulos          |
| ------------------------------------- | ---------------- |
| Segunda Liga de Eslovenia (1)         | 1992             |
| Tercera Liga de Eslovenia (oeste) (3) | 1997, 2007, 2012 |

### Torneos regionales
| Competición                                                   | Títulos    |
| ------------------------------------------------------------- | ---------- |
| Copa de la Asociación de Fútbol Intercomunal de Liubliana (2) | 2011, 2013 |